# Klucz Frontowy Nr 3 (Su)
Klucz Frontowy Nr 3 (Su) – polska jednostka lotnicza utworzona we Francji w maju 1940 w jako jednostka Polskich Sił Powietrznych.
Jednostka została przydzielona do francuskiej Groupe de Chasse III/6 w Wez-Thisy pod Reims. Początkowo klucz wykonywał patrolowania na wysokim pułapie nie napotykając na nieprzyjaciela. Od 10 maja obniżono pułap lotów i zaczęto napotykać samoloty niemieckie (uzyskano 6 zestrzeleń bez strat własnych). 20 maja oddział przesunięto do Coulommiers, a 1 czerwca skierowano na front włoski. Stamtąd w połowie czerwca piloci odlecieli do Perpignan a następnie do Algieru gdzie jednostkę rozformowano.

## Piloci jednostki
- kpt. Mieczysław Sulerzycki – dowódca
- ppor. Erwin Kawnik
- ppor. B. Rychlicki